# Premyer Liqası 1999/2000
Die Premyer Liqası 1999/2000 war die neunte Auflage der höchsten Fußball-Spielklasse von Aserbaidschan. Die Saison wurde auf 12 Klubs verringert. Die Spielzeit begann im August 1999 und endete am 20. Mai 2000. Meister wurde der FK Şəmkir mit elf Punkten Vorsprung vor dem Titelverteidiger PFK Kəpəz.
ANS Pivani Baku wurde wegen finanzieller Probleme am Saisonende aufgelöst. MOIK Baku stieg in die Birinci Divizionu ab.

## Vereine
| Verein                  | Stadt    |
| ----------------------- | -------- |
| Neftçi Baku PFK         | Baku     |
| Xəzər Universiteti Baku | Baku     |
| FK Dinamo Baku          | Baku     |
| MOİK Baku PFK           | Baku     |
| ANS Pivani Baku         | Baku     |
| FK Shafa Baku           | Baku     |
| FK Kimyaçı Sumqayıt     | Sumqayıt |
| FK Viləs Masallı        | Masallı  |
| PFK Turan Tovuz         | Tovuz    |
| PFK Kəpəz               | Gəncə    |
| FK Qarabağ Ağdam        | Ağdam    |
| FK Şəmkir               | Şəmkir   |

## Abschlusstabelle
| Pl. | Verein                  | Sp. | S  | U  | N  | Tore    | Diff. | Punkte |
| --- | ----------------------- | --- | -- | -- | -- | ------- | ----- | ------ |
| 1.  | FK Şəmkir               | 22  | 17 | 4  | 1  | 046:110 | +35   | 55     |
| 2.  | PFK Kəpəz (M)           | 22  | 14 | 2  | 6  | 046:240 | +22   | 44     |
| 3.  | Neftçi Baku PFK (P)     | 22  | 13 | 4  | 5  | 035:170 | +18   | 43     |
| 4.  | FK Viləs Masallı        | 22  | 11 | 3  | 8  | 028:250 | +3    | 36     |
| 5.  | ANS Pivani Baku         | 22  | 10 | 2  | 10 | 024:280 | −4    | 32     |
| 6.  | FK Dinamo Baku          | 22  | 9  | 4  | 9  | 021:170 | +4    | 31     |
| 7.  | FK Shafa Baku           | 22  | 8  | 3  | 11 | 022:320 | −10   | 27     |
| 8.  | FK Qarabağ Ağdam        | 22  | 5  | 10 | 7  | 021:250 | −4    | 25     |
| 9.  | FK Kimyaçı Sumqayıt     | 22  | 7  | 1  | 14 | 023:340 | −11   | 22     |
| 10. | PFK Turan Tovuz         | 22  | 5  | 5  | 12 | 017:360 | −19   | 20     |
| 11. | Xəzər Universiteti Baku | 22  | 5  | 3  | 14 | 019:410 | −22   | 18     |
| 12. | MOİK Baku PFK           | 22  | 3  | 3  | 16 | 011:410 | −30   | 12     |

| (M) | amtierender aserbaidschanischer Meister     |
| (P) | amtierender aserbaidschanischer Pokalsieger |
| (N) | Neuaufsteiger aus der Birinci Divizionu     |

## Kreuztabelle
| 1999/2000               | FK Şəmkir |       | Neftçi Baku PFK | FK Viləs Masallı | ANS Pivani Baku | FK Dinamo Baku | FK Shafa Baku | FK Qarabağ Ağdam | FK Kimyaçı Sumqayıt | PFK Turan Tovuz | Xəzər Universiteti Baku | MOİK Baku PFK |
| ----------------------- | --------- | ----- | --------------- | ---------------- | --------------- | -------------- | ------------- | ---------------- | ------------------- | --------------- | ----------------------- | ------------- |
| FK Şəmkir               |           | 2:1   | 2:0             | 2:0              | 1:0             | 2:0            | 2:0           | 1:0              | -:- 2               | 2:1             | 6:0                     | 3:1           |
| PFK Kəpəz               | 0:0       |       | 1:0             | 3:0              | 2:1             | 1:0            | 1:0           | 1:1              | 2:0                 | 9:0             | 4:2                     | 5:1           |
| Neftçi Baku PFK         | 0:0       | 3:1   |                 | 3:0              | -:- 2           | 1:0            | 2:0           | 2:0              | 4:0                 | 1:1             | 5:1                     | 1:0           |
| FK Viləs Masallı        | 1:3       | 3:0 1 | 2:1             |                  | 1:2             | 1:1            | 2:1           | 2:1              | 2:1                 | 3:0             | 2:0                     | 1:0           |
| ANS Pivani Baku         | 0:3       | 0:3   | 1:0             | 1:0              |                 | 0:1            | 3:1           | 2:2              | 1:0                 | 1:0             | 4:1                     | 1:1           |
| FK Dinamo Baku          | 0:2       | 0:2   | 0:2             | 2:1              | 1:0             |                | 0:0           | 1:0              | 0:1                 | 2:0             | 3:1                     | 4:0           |
| FK Shafa Baku           | 0:2       | 3:2   | 0:0             | 3:1              | 0:2             | 0:3            |               | 2:2              | 2:0                 | 1:0             | 2:1                     | 3:0 1         |
| FK Qarabağ Ağdam        | 1:5       | 2:1   | 1:1             | 0:0              | 3:0             | 0:0            | 2:0           |                  | 3:2                 | 0:0             | 2:0                     | -:- 2         |
| FK Kimyaçı Sumqayıt     | 0:0       | 2:3   | 1:2             | 1:3              | 0:1             | 1:0            | 4:2           | 1:0              |                     | 4:1             | 1:0                     | 2:0           |
| PFK Turan Tovuz         | 3:3       | 0:1   | 0:2             | 0:1              | 2:3             | 2:1            | 3:0           | 0:0              | 1:0                 |                 | 2:1                     | 1:0           |
| Xəzər Universiteti Baku | 0:2       | 3:1   | 2:3             | 0:0              | 1:0             | 0:2            | 0:1           | 0:0              | 2:1                 | 0:0             |                         | 2:0           |
| FK MOIK Baku            | 0:3       | 1:2   | 1:2             | 0:2              | 2:1             | 0:0            | 0:1           | 1:1              | 2:1                 | 1:0             | 0:2                     |               |

## Torschützenliste
| Pl. | Nat.          | Spieler             | Verein    | Tore |
| --- | ------------- | ------------------- | --------- | ---- |
| 1.  | Aserbaidschan | Badri Kvaratschelia | FK Şəmkir | 16   |
| 2.  | Aserbaidschan | Rovshan Әhmədov     | PFK Kəpəz | 13   |
| 3.  | Ukraine       | Wiktor Kulikow      | FK Şəmkir | 12   |
| 4.  | Aserbaidschan | Ramiz Məmmədov      | PFK Kəpəz | 10   |